# Wilfredo León
Wilfredo León Venero (* 31. Juli 1993 in Santiago de Cuba) ist ein kubanisch-polnischer Volleyballspieler. Er gilt als einer der besten Volleyballer der Welt.

## Karriere
León begann mit sieben Jahren Volleyball zu spielen und lernte unter Anleitung seiner Mutter Alina Rosario, die seine erste Trainerin wurde, die Grundlagen des Spiels. Am 24. Mai 2008 bestritt er in Düsseldorf im Alter von 14 Jahren und 10 Monaten sein erstes offizielles Spiel mit der kubanischen Nationalmannschaft. Am 21. Juni 2008 bestritt er in Havanna sein erstes Weltliga-Spiel gegen die russische Nationalmannschaft. In der Weltliga 2009 wurde León als „Bester Aufschläger“ ausgezeichnet. Anschließend gewann er als 16-Jähriger bei der U21-Weltmeisterschaft in Indien die Silbermedaille hinter Brasilien. Im Oktober nahm er an der NORCECA-Meisterschaft in Puerto Rico teil, wo er die Goldmedaille gewann und als „Bester Angreifer“, „Bester Nachwuchsspieler“ sowie „Wertvollster Spieler (MVP)“ ausgezeichnet wurde. 2009 endete mit dem Gewinn der Silbermedaille beim Grand Champions Cup in Osaka erneut hinter Brasilien.
2010 erreichte er mit der kubanischen Nationalmannschaft das Finale der Weltliga und wurde Vierter. In Italien wurde er hinter Brasilien Vizeweltmeister. Im selben Jahr gewann er in Singapur die Olympischen Jugendspiele. 2011 war León mit nur 17 Jahren der jüngste Kapitän in der Geschichte der Weltliga. Im September gewann er erneut die NORCECA-Meisterschaft in Puerto Rico und wurde als „Bester Angreifer“ sowie „Bester Punktesammler“ ausgezeichnet. 2013 floh León ins Ausland und wurde aus der kubanischen Nationalmannschaft ausgeschlossen.
Von 2014 bis 2018 spielte León beim russischen Verein VK Zenit-Kasan, mit dem er vier nationale Meisterschaften und Pokalsiege, vier Champions League Siege, drei russische Supercups und die Klubweltmeisterschaft 2017 gewann. 2018 wechselte er zu Sir Safety Perugia in die italienische A1-Serie. Er gewann 2019 den italienischen Pokal und wurde Vizemeister. Seit 2019 ist León auch für die polnische Nationalmannschaft spielberechtigt und erreichte bei der Europameisterschaft Platz drei.
Im September 2023 wurde León mit der polnischen Nationalmannschaft Europameister, wobei er zum besten Spieler des Turniers gewählt wurde. 2024 gewann er mit der polnischen Nationalmannschaft die Silbermedaille der Olympischen Spiele.

## Spielweise
Wilfredo León ist für seine außergewöhnliche Athletik, seine enorme Handlungshöhe und seine exzellente Angriffseffektivität bekannt. Darüber hinaus ist er einer der besten Aufschläger der Welt und hält den Weltrekord für die meisten Asse in einem Spiel. In der Volleyball Nations League gelangen ihm gegen Serbien 13 Asse.

## Privates
León ist seit 2016 mit Małgorzata Gronkowska verheiratet. Die beiden haben seit 2017 eine Tochter.